# Негада III
Негада III (англ. Naqada III) или семайнийская культура — является последней фазой некадского периода доисторической эпохи Египта.

## Описание
Негада III длилась с 3200 до 3000 гг. до н. э. В этот период процесс формирования государства стал очевиден, и единой правящей политической силой становится фараон.

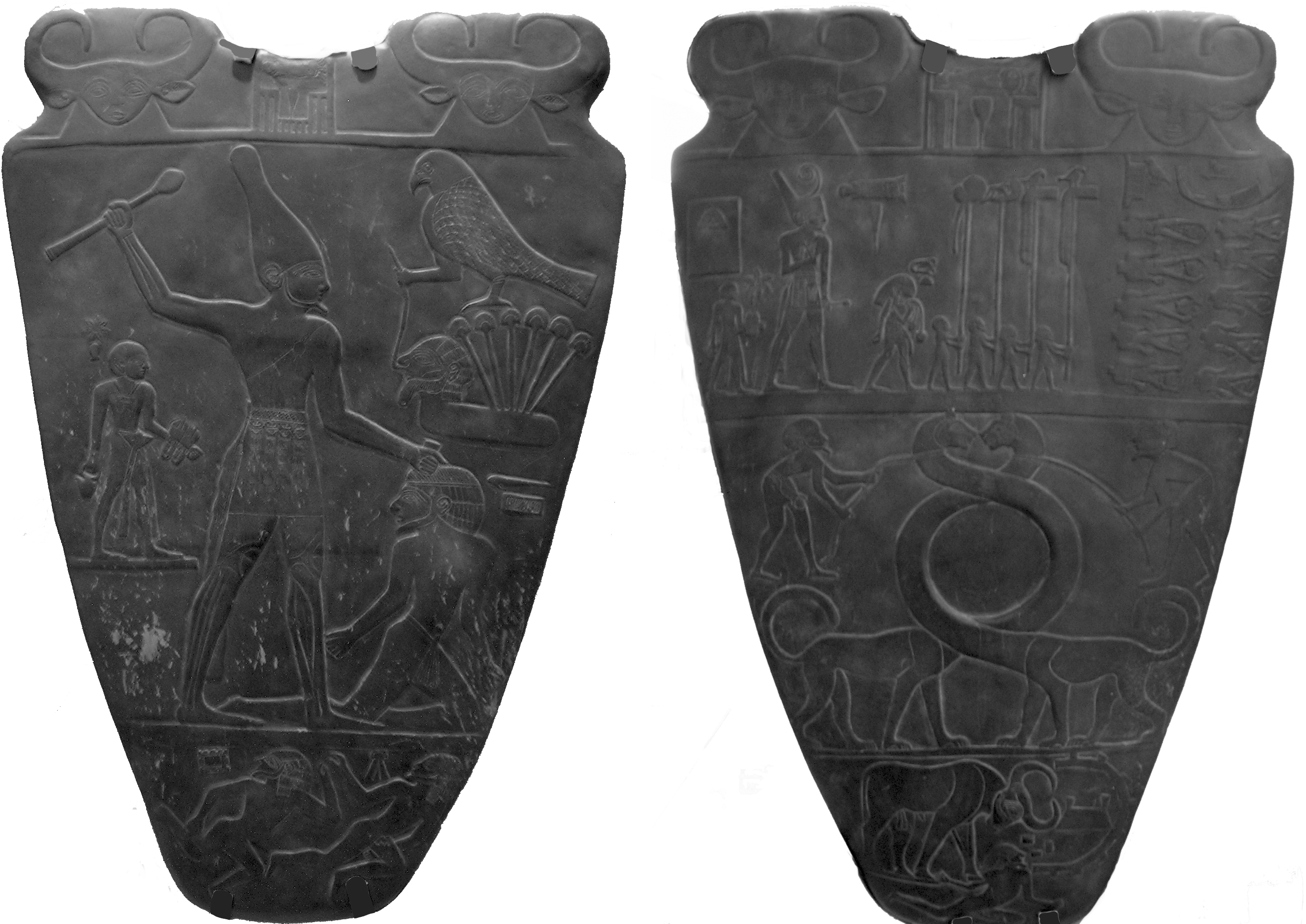
Палетка фараона Нармера. Каирский музей

Эпоху Негада III связывают с правлением Нулевой династии. Однако фараоны того времени не были объединены между собой родственными связями, как это можно заметить в последующих династиях, и, вполне возможно, даже вели борьбу между собой за власть в стране. Их имена сохранились до наших дней на различных поверхностях керамических изделий и архитектурных памятников.
Период Негада III в Древнем Египте характеризуется бурным процессом политического объединения, это приводит к образованию единого государства и началу раннединастического периода. В это время египетский язык впервые приобретает форму иероглифов. Существуют археологические свидетельства египетских поселений додинастического периода в Южном Ханаане (Древняя Финикия), выступавшими колониями либо торговыми перевалочными пунктами.
В этот период началось образование древнеегипетского государства. Ранее на берегу Нила возникали отдельные города-государства, враждовавшие между собой за территориальные ресурсы. В итоге в Верхнем Египте возникают три больших административных образования-нома: Нубт (Накада), Тинис и Нехен. Нубт был первым завоеван Тинисом, который затем завоевал весь Нижний Египет. Отношения между Тинисом и Нехеном по большей части являются неопределенными, существует гипотеза, что эти два образования могли слиться в одно мирным путем. Правители Тиниса похоронены в Абидосском некрополе возле поселения Умм-эль-Кааб.
Египтологи склоняются к мысли, что последним царем этого периода был Нармер (хотя некоторые считают его первым правителем Первой династии). Он был предшественником так называемого «Скорпиона I», чье имя связывают с культом богини Серкет — покровительницы царей.
Данные об именах царей сохранились в абидосской гробнице B1/2 и интерпретируются египтологами как Ири-Хор, Фараон А, Фараон Б, Скорпион и/или Крокодил и Ка. Однако часть исследователей все же придерживаются другого списка имен.

### Инновации периода
Культура Негада III распространилась на всю территорию Египта. В эту эпоху в Египте появились следующие инновации:
- Первые иероглифы;
- Первые графические повествования на палетках;
- Стало регулярным использование каменных стел;
- По-настоящему царский некрополь гробниц;
- Первое искусственное орошение земель;